# Самойлов, Дмитрий Александрович
Дмитрий Александрович Самойлов (31 декабря 1922, г. Коканд, Ферганская область, Туркестанская АССР, ныне в Ферганской области Узбекистана — 15 августа 2012, г. Электросталь, Московская область, Российская Федерация) — советский лётчик-ас Корейской войны, участник Великой Отечественной войны. Герой Советского Союза (1951).

## Биография
Из семьи служащего. В 1920-е годы семья жила в Коканде, Самарканде, Москве, Ташкенте. После смерти отца в 1931 году семья переехала в город Электросталь. В 1940 году окончил 9 классов средней школы № 181 в городе Электросталь Московской области, в том же году — Ногинский городской аэроклуб.
С декабря 1940 года на службе в Красной Армии. В 1941 году окончил Качинскую военную авиационную школу имени А. Ф. Мясникова. В 1945 году окончил Конотопское военное авиационное училище лётчиков им. П.Осипенко (тогда действовало в эвакуации в городе Новочеркасск). Оставлен там лётчиком-инструктором, служил до 1946 года. В боевых действиях Великой Отечественной войны непосредственно не участвовал, но согласно законодательству имел статус участника войны, как служивший в Красной Армии в военное время.
С 1946 года — лётчик 171-го истребительного авиационного полка (315-я истребительная авиационная дивизия, 14-й истребительный авиационный корпус, ВВС Прибалтийского военного округа), полк находился в городе Тукумс Латвийской ССР. Но уже в конце того же года полк был передан в Белорусский военный округ и перелетел на аэродром города Лида. С июня 1950 года — лётчик, затем старший лётчик 523-го истребительного авиационного полка, который тогда же был спешно переброшен на Дальний Восток из-за начавшейся Корейской войны. Полк разместили в Приморском крае, после чего началось интенсивное переобучение на реактивные истребители МиГ-15. В марте 1951 года с полком перелетел в Мукден, а через 2 месяца вступил в бой.
Участник войны в Корее с мая 1951 по февраль 1952 года. Совершил 161 боевой вылет на МиГ-15, в 60 воздушных боях сбил лично 10 самолётов противника (один стратегический бомбардировщик и 9 реактивных истребителей).
За мужество и отвагу, проявленные при выполнении воинского долга, Указом Президиума Верховного Совета СССР от 13 ноября 1951 года капитану Самойлову Дмитрию Александровичу присвоено звание Героя Советского Союза с вручением ордена Ленина и медали «Золотая Звезда» (№ 9281).
Продолжил службу в 523-м истребительном авиаполку после войны (полк стоял на аэродроме Воздвиженка в Приморском крае, входил в состав 303-й истребительной авиационной дивизии 54-й воздушной армии): с февраля 1952 года — заместитель командира эскадрильи, с декабря 1955 года — командир эскадрильи. С февраля 1957 года служил в 224-м истребительном авиационном полку 32-й истребительной авиационной дивизии 1-й воздушной армии: командир эскадрильи, с марта 1958 года - заместитель командира по лётной подготовке. Освоил реактивные МиГ-17. В июле 1960 года вышел в отставку в звании подполковника. Военный лётчик 1-го класса (1957).
Жил в городе Электросталь Московской области. В 1965 году окончил машиностроительный техникум. До 1988 года работал инженером на Электростальском заводе тяжёлого машиностроения. 27 апреля 2000 года присвоено воинское звание полковника запаса.

## Адрес
Проживал по адресу: г. Электросталь, проспект Ленина, д. 35-а, кв. 26.

## Память
На доме в Электростали, где жил Самойлов, установлена мемориальная доска.

## Воинские звания
- Младший лейтенант (26.05.1944)
- Лейтенант (3.03.1945)
- Старший лейтенант (30.09.1949)
- капитан (1.11.1951)
- Майор (2.06.1956)
- Подполковник (6.06.1959)
- Полковник (27.04.2000)

## Награды
- Медаль «Золотая Звезда» Героя Советского Союза (13.11.1951)
- Орден Ленина (13.11.1951)
- 2 ордена Красного Знамени (10.10.1951, 4.06.1955)
- Орден Отечественной войны I степени (11.03.1985)
- Орден Красной Звезды (22.02.1955)
- Медаль «За боевые заслуги» (30.12.1956)
- другие медали СССР
- Медаль «Китайско-советская дружба» (КНР)